# József Katona (Dramatiker)

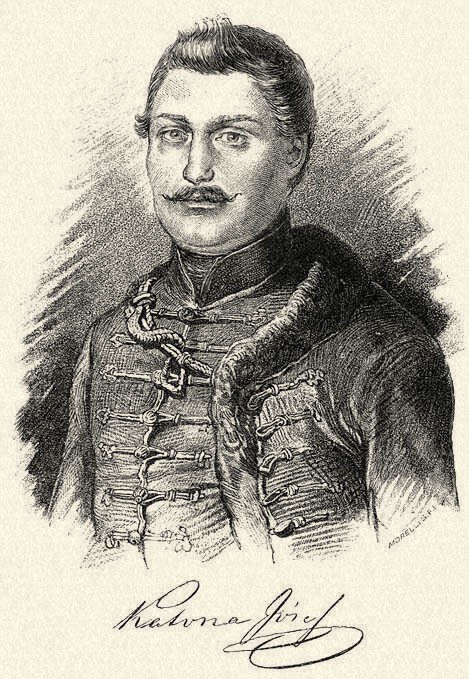
József Katona

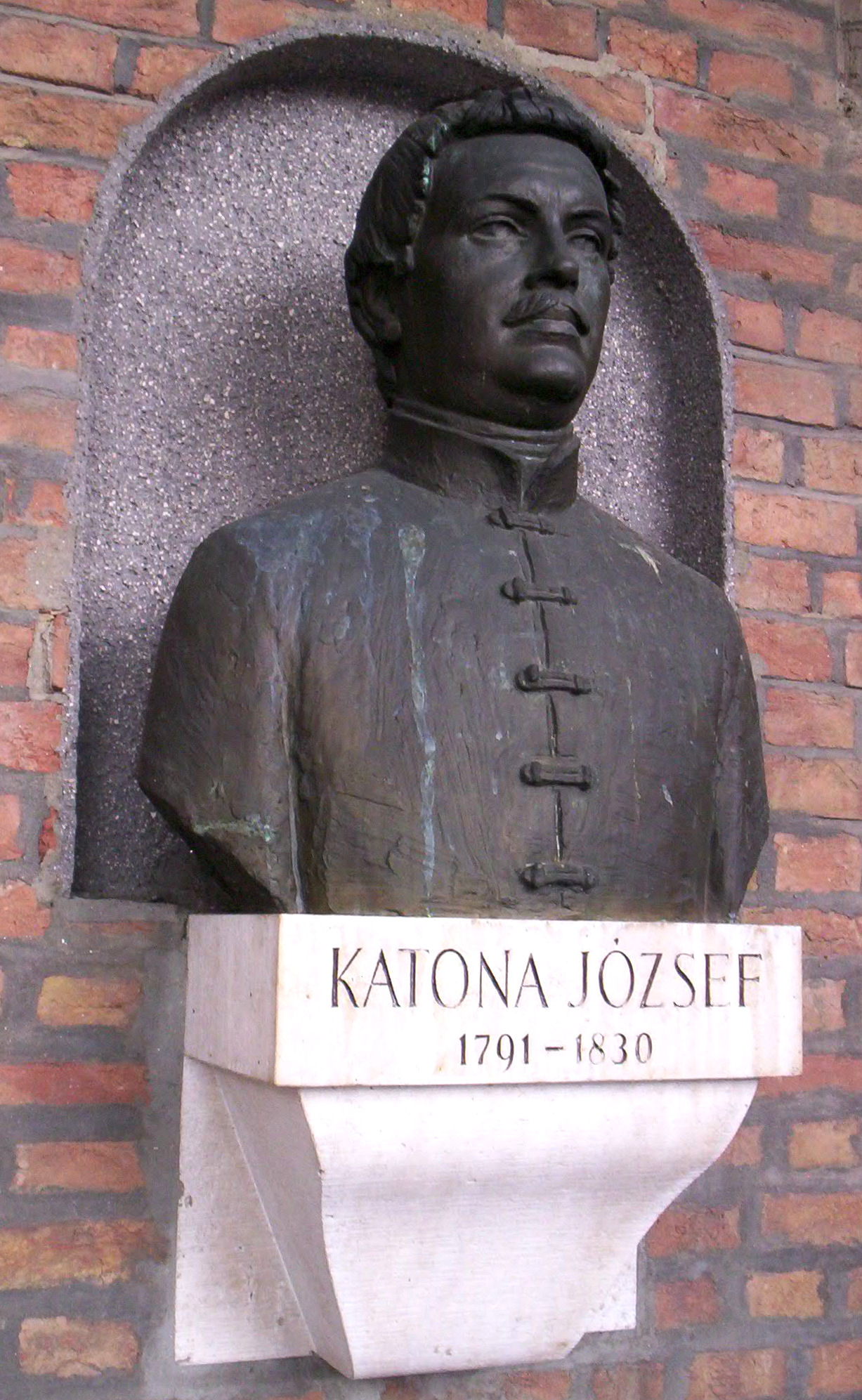
József Katona

 József Katona  (* 11. November 1791 in Kecskemét; † 16. Mai 1830 in Kecskemét) war ein ungarischer Dramatiker.

## Leben
József Katona studierte Jura, wurde 1810 Rechtsanwalt und 1821 Kämmerer der Stadt Kecskemét.
Er schrieb außer anderen Dramen die Tragödie Bánk Bán, deutsch: Banus Bánk, die heute noch auf dem Repertoire der ungarischen Bühnen ist (erstmals deutsch von Adolf Dux, Leipzig 1858). Er übersetzte zahlreiche Werke aus dem Deutschen ins Ungarische. In Budapest ist ein Theater nach ihm benannt.

## Werke
Deutsche Ausgaben:
- Banus Bánk. Tragödie in 5 Aufz. Aus d. Ungar. übertr. v. Josef Vészi. Berlin: Reiss 1911.
- Budapest: Corvina-Verl., 1955, 1969

Ungarische Ausgabe:
- Bánk Bán. Budapest: Talentum 2000. ISBN 963-645-060-9

Rezeption
- 1861: Bánk bán. Oper von Ferenc Erkel, Libretto Béni Egressy